# Trebacosa europaea
Trebacosa europaea är en spindelart som beskrevs av Szinetár och Béla Kancsal 2007. Trebacosa europaea ingår i släktet Trebacosa och familjen vargspindlar.
Artens utbredningsområde är Ungern. Inga underarter finns listade i Catalogue of Life.